# Elisabeth Samson
Elisabeth Samson  (Paramaribo, 1715 - Paramaribo, 21/22 april 1771) was een succesvolle zakenvrouw in Suriname tijdens de Nederlandse kolonisatie. Als vrouw én "vrije zwarte" leidde zij een onderneming die uiteindelijk bestond uit diverse plantages. In Amsterdam liet zij een schip bouwen voor het vervoer van haar producten.
Bekend werd zij echter door haar juridische strijd om te kunnen trouwen met een blanke man. Elisabeth Samson is een belangrijke en tevens omstreden zwarte vrouw in de Surinaamse geschiedenis, omdat ook zij gebruik maakte van slaven.

## Leven
Elisabeth Samson was het zevende kind van Nanoe (ook bekend als Mariana), een vrijgekochte slavin die samenleefde met een plantage-eigenaar. De oudere kinderen van Nanoe waren eerder vrijgekocht en kochten op hun beurt Nanoe vrij toen haar partner de planter stierf. Daardoor werd Elisabeth als jongste kind "vrij" geboren; iets waar zij haar hele leven trots op is geweest. Elisabeth groeide op in het huishouden van haar halfzuster Maria Jansz (gest. 1753), die getrouwd was met de handelaar Frederik Coenraad Bossé (gest. 1742). Elisabeth werd op 25 juli 1725 gedoopt in de Nederduitse Gereformeerde Kerk te Paramaribo. Via haar halfzus Maria en zwager Frederik stond ze dicht bij de blanke elite en maakte kennis met het zakenleven. Ze leerde rekenen en schrijven en begon met het helpen bij de administratie en correspondentie van de handelsmaatschappij van deze zwager.
Elisabeth bleek een uitstekende zakenvrouw. Van circa 1751 tot 1762 leefde zij in concubinaat met haar eerste levenspartner, de Duitse legerkapitein Carl Otto Creutz, en exploiteerde met hem twee koffieplantages. Na diens overlijden kwamen die ten dele in haar bezit, en erfde ze een paar huizen aan de Wagenwegstraat in Paramaribo. Samen met haar halfzuster Nanette verwierf ze nog meer plantages die in bezit van Creutz's Duitse familie waren gekomen, onder andere met geld uit de nalatenschap van haar overleden oudste zus, Catharina Opperman. Zo groeide Elisabeth uit tot een grote koffie-exporteur. Haar handelssuccessen brachten haar ertoe om in 1767 in Amsterdam een fregat te laten bouwen. Een ernstige lekkage bracht het schip tot zinken op de Atlantische Oceaan in november 1769. Hierbij kon de bemanning nog worden gered, maar de lading ging verloren.
De waarde van Elisabeths bezittingen vervijfvoudigde tussen 1763 en 1771 tot ruim een miljoen gulden. Zij was daarmee mogelijk ruim een eeuw eerder miljonair dan de eerste Amerikaanse vrouwelijke miljonair Madam C.J. Walker. Haar jaarlijks inkomen lag ergens tussen de vijftig- en de honderdduizend gulden. Ter vergelijking: een Nederlandse gouverneur verdiende in die tijd zo'n tienduizend gulden per jaar.
Op haar plantages werd voornamelijk koffie verbouwd, een product dat weinig ruimte in beslag nam en hoge winsten opleverde. Het werk op de plantages werd verricht door tot slaaf gemaakte personen.

## Juridische strijd
In juli 1736 was Elisabeth Samson betrokken bij een incident waardoor ze veroordeeld werd wegens laster en meineed. Een koperslager, genaamd Peltser, had de toenmalige gouverneur Raye na een woordenwisseling tussen de gouverneur en Peltsers vrouw, voor "canalje" (gepeupel/gespuis) uitgemaakt. Samson hoorde dit en rapporteerde het aan Raye. Politie-onderzoek volgde, maar omdat andere getuigen geen belediging hadden gehoord ging de raad-fiscaal niet over tot vervolging van Peltser. Raye stond er echter op dat iemand veroordeeld werd, en zo kwam de verdenking op Elisabeth Samson zelf te liggen. Nu er een zwarte "schuldige" was gevonden, kwamen racistische sentimenten boven. Zo stelde Raye zelf dat het zwarte volkeren eigen was –verwijzend naar Elisabeths vrije staat– hun vrijheid te misbruiken en niets dan hatelijk en tegenstrevend gedrag tegenover blanken te tonen. Inmiddels was de zaak voor het Hof gekomen. Dat veroordeelde Elisabeth op 25 april 1737 tot verbanning 'ten eeuwigen dage’ uit de kolonie. Elisabeth reisde daarop naar Nederland, waar haar advocaat bij de Staten-Generaal om revisie van het vonnis vroeg. Op 31 oktober 1739 stelden de Staten-Generaal de raad-fiscaal van Paramaribo in het ongelijk en vernietigden het vonnis. Na deze overwinning keerde Elisabeth terug naar Suriname.
Maar Elisabeth Samson is vooral bekend geworden door een latere juridische strijd waarin zij verwikkeld raakte.
Elisabeth wilde namelijk trouwen met een blanke man, Christoph Policarpus Braband. Christoph was koster en organist van de Gereformeerde Kerk en directeur van een houtzagerij. Zij deden aangifte van het voorgenomen huwelijk in februari 1764 voor de commissarissen van Huwelijkszaken, maar het huwelijk werd verboden door de Raden van Politie, het hoogste bestuursorgaan. Vermenging van rassen was formeel niet toegestaan. Elisabeth vertrok naar Nederland om dit besluit aan te vechten bij de Staten Generaal. Na drie jaar kwam de uitspraak dat er geen wet bestond waarnaar verwezen kon worden en werd het huwelijk alsnog toegestaan. Braband was echter in januari 1766 al overleden. Op 21 december 1767 trouwde Elisabeth in Paramaribo vervolgens met de toen 30-jarige Hermanus Daniel Zobre (geb. 1737 in België, gest. 1784).
In april 1771 stierf Elisabeth Samson op 55-jarige leeftijd. Ze werd begraven in de Nieuwe Oranjetuin in Paramaribo, maar een grafsteen heeft zij vermoedelijk niet gekregen. Elisabeth en Hermanus hadden geen kinderen en op enkele legaten na was hij de enige erfgenaam van de eigendommen van Elisabeth Samson. Omdat enkele plantages van dat bezit slechts voor de helft aan Elisabeth toebehoorden, moest Hermanus het beheer hierover delen met Elisabeths halfzuster Nanette, de tweede eigenares.

## Theaterstuk Elisabeth Samson
Op  14 maart 2014 werd er een voorstelling geheel gewijd aan Elisabeth Samson in de Amsterdamse Stadsschouwburg. 
Gebaseerd en geïnspireerd op historische documenten bracht theatergroep Urban Myth Elisabeth Samson tegen de Nederlandse staat op het toneel. Historische en hedendaagse getuigen gaven hun visie op het leven van Samson, waarbij het onder meer ging over de vraag of zij moet worden toegejuicht voor haar bijdrage aan de emancipatie van zwarte Surinamers of juist verguisd om de rol die zij speelde in het slavernijverleden. Het stuk werd geschreven door Karin Amatmoekrim.